# St. Simons (Geórgia)
St. Simons é uma Região censo-designada localizada no estado americano de Geórgia, no Condado de Glynn.

## Demografia
Segundo o censo americano de 2000, a sua população era de 13.381 habitantes.

## Geografia
De acordo com o United States Census Bureau tem uma área de
46,2 km², dos quais 43,0 km² cobertos por terra e 3,2 km² cobertos por água.

## Localidades na vizinhança
O diagrama seguinte representa as localidades num raio de 40 km ao redor de St. Simons.